# Mountainbike-Weltmeisterschaften 2009
Die 22. Mountainbike-Weltmeisterschaften fanden vom 1. bis 6. September 2009 am Mount Stromlo bei Canberra in Australien statt. Es standen Entscheidungen in den Disziplinen Cross Country, Downhill, Four Cross und Trial auf dem Programm.

## Cross Country

### Männer
| Platz | Land | Sportler               | Zeit       |
| ----- | ---- | ---------------------- | ---------- |
| 1     | SUI  | Nino Schurter          | 2:04:39 h  |
| 2     | FRA  | Julien Absalon         | + 0:03 min |
| 3     | SUI  | Florian Vogel          | + 0:58 min |
| 4     | ESP  | José Antonio Hermida   | + 0:58 min |
| 5     | CAN  | Geoff Kabush           | + 2:04 min |
| 6     | FRA  | Cédric Ravanel         | + 2:35 min |
| 7     | FRA  | Jean-Christophe Péraud | + 2:59 min |
| 8     | USA  | Todd Wells             | + 3:06 min |

Datum: 5. September 2009

Länge: 45,29 km

### Frauen
| Platz | Land | Sportlerin          | Zeit       |
| ----- | ---- | ------------------- | ---------- |
| 1     | RUS  | Irina Kalentieva    | 1:43:20 h  |
| 2     | NOR  | Lene Byberg         | + 0:13 min |
| 3     | USA  | Willow Koerber      | + 0:52 min |
| 4     | GER  | Sabine Spitz        | + 1:30 min |
| 5     | POL  | Anna Szafraniec     | + 1:37 min |
| 6     | CAN  | Catharine Pendrel   | + 2:36 min |
| 7     | FRA  | Cécile Rode Ravanel | + 3:07 min |
| 8     | SUI  | Esther Süss         | + 3:40 min |

Datum: 5. September 2009

Länge: 32,3 km

### Männer U23

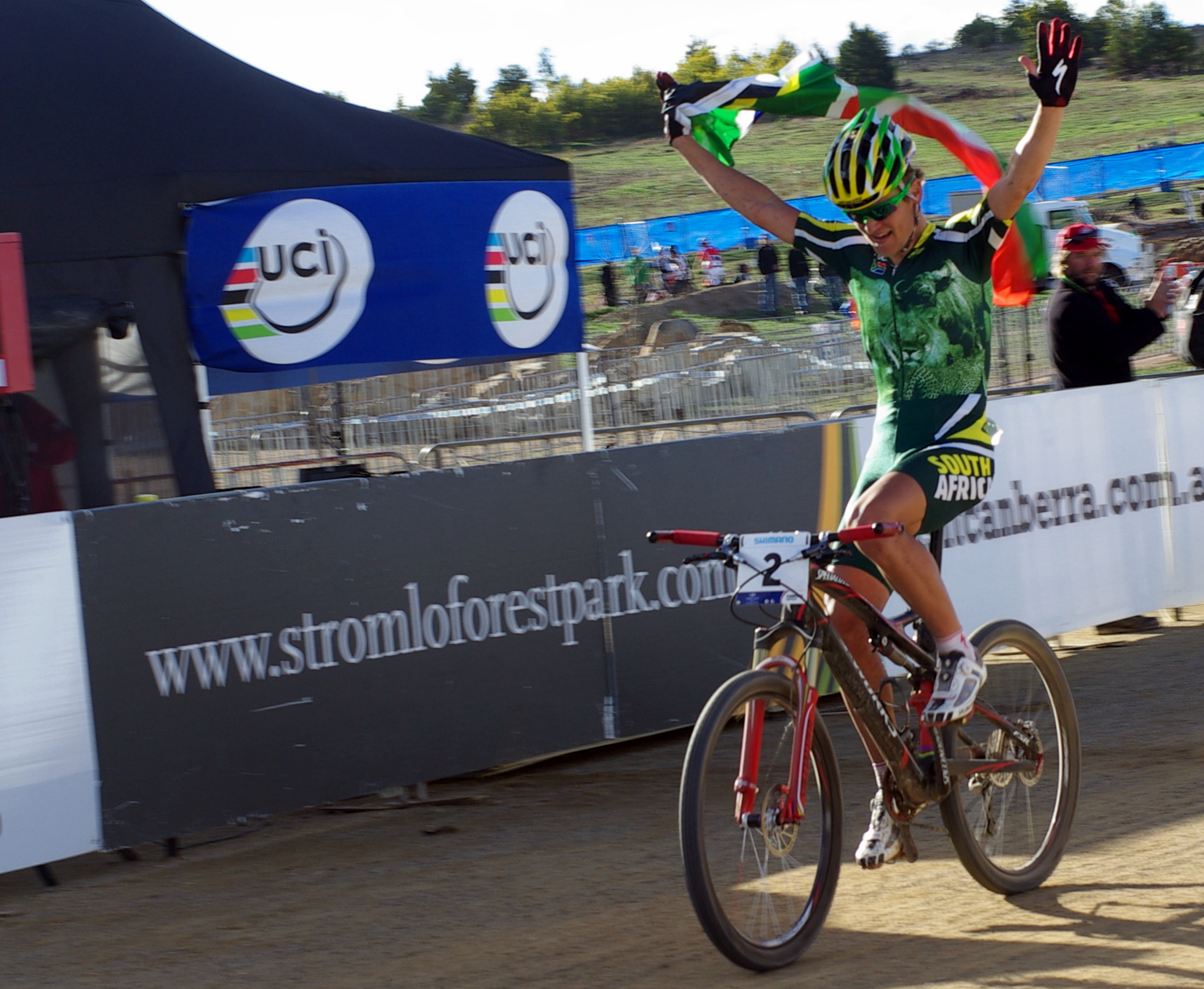
Burry Stander gewinnt das U23-Rennen der Männer

| Platz | Land | Sportler          | Zeit       |
| ----- | ---- | ----------------- | ---------- |
| 1     | RSA  | Burry Stander     | 1:47:26 h  |
| 2     | FRA  | Alexis Vuillermoz | + 1:21 min |
| 3     | SUI  | Thomas Litscher   | + 2:46 min |
| 4     | SVK  | Peter Sagan       | + 4:15 min |
| 5     | POL  | Marek Konwa       | + 4:45 min |
| 6     | FRA  | Guillaume Vinit   | + 4:59 min |
| 7     | SWE  | Mattias Wengelin  | + 5:14 min |
| 8     | SUI  | Fabian Giger      | + 5:32 min |

Datum: 4. September 2009

Länge: 38,82 km

### Frauen U23
| Platz | Land | Sportlerin            | Zeit       |
| ----- | ---- | --------------------- | ---------- |
| 1     | POL  | Aleksandra Dawidowicz | 1:24:32 h  |
| 2     | SWE  | Alexandra Engen       | + 1:13 min |
| 3     | FRA  | Julie Bresset         | + 2:31 min |
| 4     | SUI  | Kathrin Stirnemann    | + 4:03 min |
| 5     | GBR  | Annie Last            | + 4:16 min |
| 6     | HUN  | Barbara Benkó         | + 4:35 min |
| 7     | POL  | Paula Gorycka         | + 5:13 min |
| 8     | SUI  | Vivianne Meyer        | + 5:31 min |

Datum: 2. September 2009

Länge: 25,88 km

### Junioren
| Platz | Land | Sportler             | Zeit       |
| ----- | ---- | -------------------- | ---------- |
| 1     | ITA  | Gerhard Kerschbaumer | 1:31:01 h  |
| 2     | POR  | Ricardo Marinheiro   | + 1:19 min |
| 3     | SUI  | Reto Indergand       | + 1:34 min |
| 4     | SUI  | Matthias Stirnemann  | + 1:38 min |
| 5     | SWE  | Tobias Ludvigsson    | + 3:19 min |
| 6     | FRA  | Hugo Drechou         | + 3:32 min |
| 7     | GER  | Julian Schelb        | + 3:38 min |
| 8     | ITA  | Luca Braidot         | + 3:38 min |

Datum: 3. September 2009

Länge: 32,35 km

### Juniorinnen
| Platz | Land | Sportlerin             | Zeit       |
| ----- | ---- | ---------------------- | ---------- |
| 1     | FRA  | Pauline Ferrand-Prévot | 1:05:23 h  |
| 2     | SUI  | Michelle Hediger       | + 0:33 min |
| 3     | RSA  | Candice Neethling      | + 1:06 min |
| 4     | GER  | Helen Grobert          | + 3:08 min |
| 5     | ISR  | Noga Korem             | + 3:23 min |
| 6     | BEL  | Elise Marchal          | + 4:25 min |
| 7     | AUS  | Rebecca Henderson      | + 4:47 min |
| 8     | SUI  | Vania Schumacher       | + 4:57 min |

Datum: 2. September 2009

Länge: 19,41 km

### Staffel
| Platz | Land | Sportler                                                                  | Zeit       |
| ----- | ---- | ------------------------------------------------------------------------- | ---------- |
| 1     | ITA  | Marco Aurelio Fontana Gerhard Kerschbaumer Eva Lechner Cristian Cominelli | 1:14:02 h  |
| 2     | CAN  | Raphael Gagne Geoff Kabush Evan Guthrie Catharine Pendrel                 | + 0:06 min |
| 3     | FRA  | Alexis Vuillermoz Cédric Ravanel Hugo Drechou Cécile Rode Ravanel         | + 0:08 min |
| 4     | SWE  | Emil Lindgren Tobias Ludvigsson Alexandra Engen Mattias Wengelin          | + 0:54 min |
| 5     | SUI  | Florian Vogel Matthias Stirnemann Nathalie Schneitter Fabian Giger        | + 1:00 min |
| 6     | NED  | Irjan Luttenberg Michiel van der Heijden Laura Turpijn Jelmer Pietersma   | + 3:00 min |
| 7     | GER  | Moritz Milatz Martin Gluth Markus Bauer Sabine Spitz                      | + 3:04 min |
| 8     | CZE  | Jaroslav Kulhavý Jan Nesvadba Pavla Havlíková Lukáš Sáblík                | + 3:24 min |
| 9     | GBR  | Liam Killeen Kenta Gallagher Annie Last David Fletcher                    | + 3:25 min |
| 10    | BEL  | Sven Nys Tom Meeusen Ruben Scheire Sanne Cant                             | + 3:29 min |

Datum: 1. September 2009

Länge: 25,88 km

## Downhill

### Männer
| Platz | Land | Sportler       | Zeit        |
| ----- | ---- | -------------- | ----------- |
| 1     | GBR  | Steve Peat     | 2:30,33 min |
| 2     | RSA  | Greg Minnaar   | + 0,05 s    |
| 3     | AUS  | Michael Hannah | + 0,69 s    |
| 4     | FRA  | Fabien Barel   | + 0,84 s    |
| 5     | AUS  | Samuel Hill    | + 2,71 s    |
| 6     | GBR  | Gee Atherton   | + 3,92 s    |
| 7     | AUS  | Nathan Rennie  | + 3,98 s    |
| 8     | NZL  | Justin Leov    | + 3,99 s    |

Datum: 6. September 2009

Länge: 2,1 km

### Frauen
| Platz | Land | Sportler        | Zeit        |
| ----- | ---- | --------------- | ----------- |
| 1     | FRA  | Emmeline Ragot  | 2:50,05 min |
| 2     | GBR  | Tracy Moseley   | + 2,49 s    |
| 3     | USA  | Kathleen Pruitt | + 4,84 s    |
| 4     | GBR  | Fionn Griffiths | + 8,74 s    |
| 5     | FRA  | Floriane Pugin  | + 7,39 s    |
| 6     | CAN  | Claire Buchar   | + 9,37 s    |
| 7     | CAN  | Micayla Gatto   | + 9,39 s    |
| 8     | JPN  | Mio Suemasa     | + 9,51 s    |

Datum: 6. September 2009

Länge: 2,1 km

### Junioren
| Platz | Land | Sportler         | Zeit        |
| ----- | ---- | ---------------- | ----------- |
| 1     | NZL  | Brook MacDonald  | 2:36,49 min |
| 2     | AUS  | Shaun O’Connor   | + 1,18 s    |
| 3     | GBR  | Danny Hart       | + 2,27 s    |
| 4     | AUS  | Rhys Willemse    | + 2,82 s    |
| 5     | GBR  | Bernhard Kerr    | + 3,84 s    |
| 6     | GBR  | Harry Heath      | + 4,70 s    |
| 7     | NZL  | George Drannigan | + 5,48 s    |
| 8     | NZL  | Daniel Heads     | + 6,40 s    |

Datum: 6. September 2009

Länge: 2,1 km

### Juniorinnen
| Platz | Land | Sportler              | Zeit |
| ----- | ---- | --------------------- | ---- |
| 1     | FRA  | Anals Pajot           |      |
| 2     | FRA  | Julie Berteaux        |      |
| 3     | AUS  | Holly Baarspul        |      |
| 4     | ITA  | Alia Marcellini       |      |
| 5     | NZL  | Georgia Wight         |      |
| 6     | FRA  | Fanny Lombard         |      |
| 7     | GER  | Leoni-Caro Dickerhoff |      |

Datum: 6. September 2009

Länge: 2,1 km

## Four Cross

### Männer
| Platz | Land | Sportler                     |
| ----- | ---- | ---------------------------- |
| 1     | AUS  | Jared Graves                 |
| 2     | FRA  | Romain Saladini              |
| 3     | CZE  | Jakub Riha                   |
| 4     | ESP  | Rafael Alvarez de Lara Lucas |
| 5     | CZE  | Tomáš Slavík                 |
| 6     | NED  | Joost Wichman                |
| 7     | SUI  | David Graf                   |
| 8     | USA  | Blake Carney                 |

Datum: 4. September 2009

### Frauen
| Platz | Land | Sportlerin        |
| ----- | ---- | ----------------- |
| 1     | AUS  | Caroline Buchanan |
| 2     | USA  | Jill Kintner      |
| 3     | USA  | Melissa Buhl      |
| 4     | AUT  | Anita Molcik      |
| 5     | NED  | Anneke Beerten    |
| 6     | JPN  | Mio Suemasa       |
| 7     | AUS  | Sarsha Huntington |
| 8     | HUN  | Julia Boer        |

Datum: 4. September 2009

## Trials

### Männer 26"
| Platz | Land | Sportler           | Punkte   |
| ----- | ---- | ------------------ | -------- |
| 1     | FRA  | Gilles Coustellier | 14 (4x0) |
| 2     | BEL  | Kenny Belaey       | 14 (3x0) |
| 3     | FRA  | Vincent Hermance   | 18       |
| 4     | FRA  | Marc Caisso        | 40       |
| 5     | GBR  | Ben Slinger        | 43       |
| 6     | FRA  | Aurelien Fontenoy  | 48 (2x1) |
| 7     | ESP  | Benito Ros Charral | 48 (1x1) |
| 8     | AUS  | Joe Brewer         | 51       |

Datum: 6. September 2009

### Männer 20"
| Platz | Land | Sportler           | Punkte   |
| ----- | ---- | ------------------ | -------- |
| 1     | ESP  | Benito Ros Charral | 19,5     |
| 2     | POL  | Rafal Kumorowski   | 33       |
| 3     | SUI  | Loris Braun        | 42       |
| 4     | ESP  | Carles Diaz Codina | 47       |
| 5     | NED  | Rick Koekoek       | 49 (2x3) |
| 6     | SUI  | Sebastian Honegger | 49 (1x3) |
| 7     | GER  | Sebastian Hoffmann | 51       |
| 8     | BEL  | Kenny Belaey       | 56       |

Datum: 5. September 2009

### Frauen
| Platz | Land | Sportlerin          | Punkte |
| ----- | ---- | ------------------- | ------ |
| 1     | SUI  | Karin Moor          | 4      |
| 2     | FRA  | Julie Pesenti       | 9      |
| 3     | ESP  | Gemma Abant Condal  | 22     |
| 4     | AUS  | Janine Jungfels     | 28     |
| 5     | ESP  | Mireia Abant Condal | 31     |
| 6     | POL  | Sonia Klich         | 49     |
| 7     | GER  | Elisa Brieden       | 66     |

Datum: 4. September 2009

### Junioren 26"

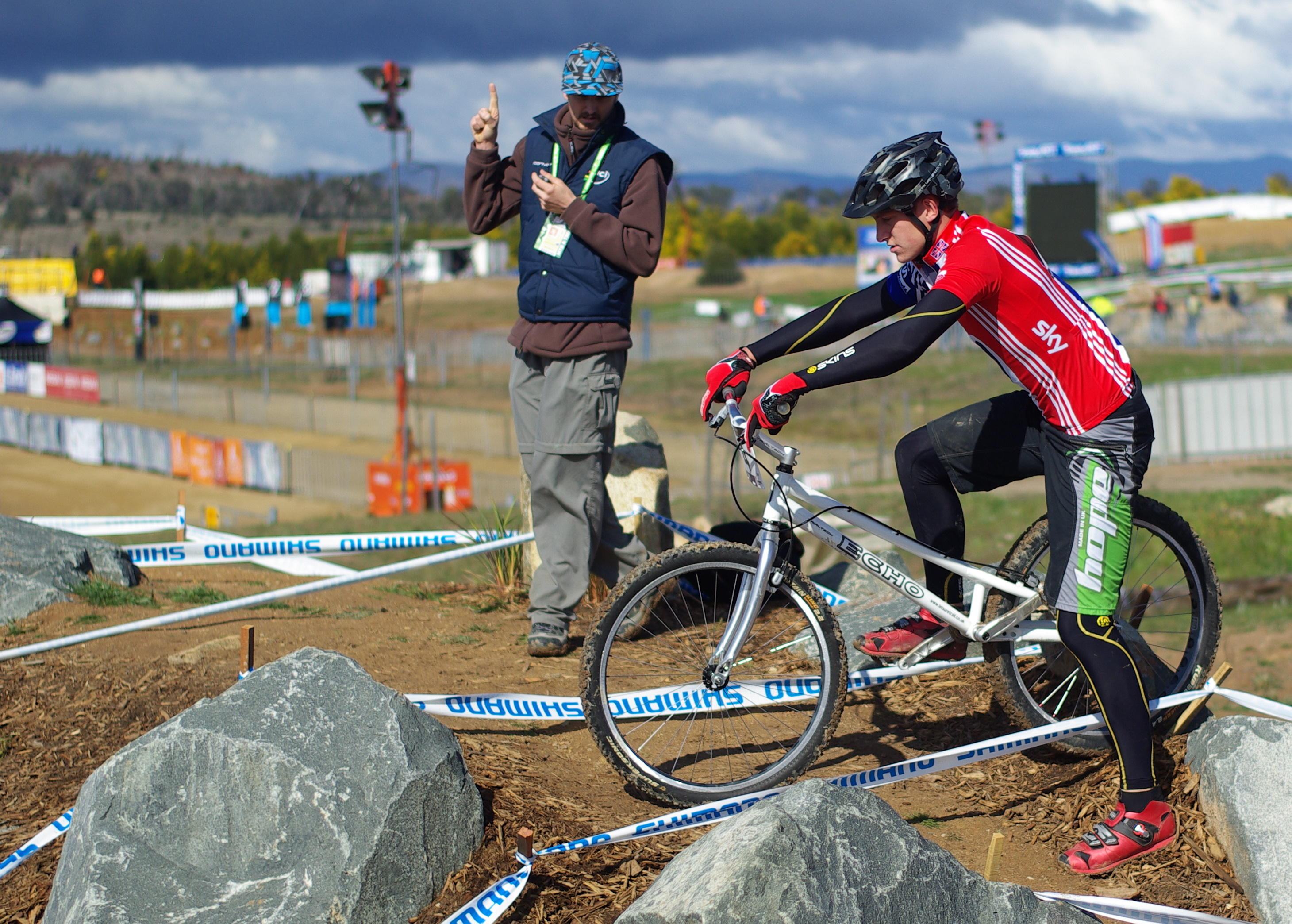
Der spätere Sieger Joe Oakley im Halbfinale

| Platz | Land | Sportler              | Punkte |
| ----- | ---- | --------------------- | ------ |
| 1     | GBR  | Joe Oakley            | 33     |
| 2     | ESP  | Abel Mustieles Garcia | 35     |
| 3     | ESP  | Rafael Tibau Roura    | 37,5   |
| 4     | FRA  | Kevin Aglae           | 44     |
| 5     | FRA  | Marius Merger         | 47     |
| 6     | BEL  | Gil Alkema            | 49     |
| 7     | BEL  | Nicolas Massart       | 49,5   |
| 8     | FRA  | Anthony Grenier       | 63     |

Datum: 6. September 2009

### Junioren 20"
| Platz | Land | Sportler              | Punkte   |
| ----- | ---- | --------------------- | -------- |
| 1     | ESP  | Abel Mustieles Garcia | 24       |
| 2     | ESP  | Ion Areitio Aguirre   | 31       |
| 3     | BEL  | Roderique Timellini   | 34       |
| 4     | FRA  | Kevin Aglae           | 40       |
| 5     | BEL  | Gil Alkema            | 42       |
| 6     | POL  | Filip Mrugala         | 48       |
| 7     | GER  | Heiko Lehmann         | 53 (2x2) |
| 8     | FRA  | Marius Merger         | 53 (1x2) |

Datum: 5. September 2009

## Medaillenspiegel
| Platz | Land                   | Gold | Silber | Bronze | Gesamt |
| ----- | ---------------------- | ---- | ------ | ------ | ------ |
| 1     | Frankreich             | 4    | 5      | 3      | 12     |
| 2     | Spanien                | 2    | 2      | 2      | 6      |
| 3     | Schweiz                | 2    | 1      | 4      | 7      |
| 4     | Australien             | 2    | 1      | 2      | 5      |
| 5     | Vereinigtes Königreich | 2    | 1      | 1      | 4      |
| 6     | Italien                | 2    | -      | -      | 2      |
| 7     | Südafrika              | 1    | 1      | 1      | 3      |
| 8     | Polen                  | 1    | 1      | -      | 2      |
| 9     | Neuseeland             | 1    | -      | -      | 1      |
|       | Russland               | 1    | -      | -      | 1      |
| 11    | Vereinigte Staaten     | -    | 1      | 3      | 4      |
| 12    | Belgien                | -    | 1      | 1      | 2      |
| 13    | Kanada                 | -    | 1      | -      | 1      |
|       | Norwegen               | -    | 1      | -      | 1      |
|       | Portugal               | -    | 1      | -      | 1      |
|       | Schweden               | -    | 1      | -      | 1      |
| 17    | Tschechien             | -    | -      | 1      | 1      |